# Martina Tomaselli
Martina Tomaselli (Trento, 1º agosto 2001) è una calciatrice italiana, centrocampista dell'Inter.

## Biografia
Nel dicembre del 2022, ha ricevuto l'eBay Values Award, premio istituito dalla stessa azienda insieme alla FIGC e all'Università Bocconi di Milano e assegnato alle calciatrici di Serie A distintesi per il loro comportamento dentro e fuori dal campo.

## Carriera

### Club
Martina Tomaselli, nata a Trento e cresciuta con i genitori a Lochere, frazione del comune di Caldonazzo, in Valsugana, si appassiona al gioco del calcio fin da giovanissima, tesserandosi con l'Audace Caldonazzo e giocando nelle sue formazioni giovanili miste. Nell'estate 2014 si trasferisce al Levico Terme dove, impiegata nella formazione Giovanissimi, rimane fino al raggiungimento dell'età massima prevista dalla federazione italiana per giocare con i maschietti.
Durante il calciomercato estivo 2016 sottoscrive un accordo con il Trento Clarentia per continuare l'attività agonistica in una squadra interamente femminile e con il quale fa il suo esordio in Serie B, secondo livello del campionato italiano, dall'inizio della stagione. Pur ancora quindicenne, grazie anche all'ottima fisicità, scende fin dall'inizio del campionato come titolare diventando una delle giocatrici cardine nel centrocampo della squadra trentina, contribuendo a far raggiungere alla squadra il sesto posto nel girone C.
Le sue qualità, sottolineate anche dalle convocazioni nelle nazionali giovanili, attirano l'attenzione delle società nel mercato della successiva estate, tra le quali il Brescia che, in un anno di profonda ristrutturazione della squadra, si accorda con Tomaselli per disputare la stagione entrante.
Nell'estate 2018, dopo il passaggio del titolo sportivo del Brescia all'A.C. Milan, si trasferisce al Sassuolo, rimanendo quindi in Serie A.
L'11 luglio 2023, viene annunciato il suo trasferimento alla Roma per affrontare la stagione 2023-2024 con la maglia delle Campionesse d'Italia in carica.
Dopo aver collezionato in tutto 16 presenze e due reti con la maglia giallorossa, il 30 luglio 2024 Tomaselli si accasa all'Inter, sempre in Serie A, con cui firma un contratto triennale.

### Nazionale

#### Nazionali giovanili
Tomaselli viene convocata dalla Federazione Italiana Giuoco Calcio per indossare, dal 2016, la maglia delle formazioni Under-16 e Under-17. Con quest'ultima viene inserita in rosa dall'allora tecnico Rita Guarino nella formazione impegnata alle qualificazioni al campionato europeo della Repubblica Ceca 2017 dove fa il suo esordio il 28 ottobre 2016 in occasione dell'incontro pareggiato per 1-1 con le avversarie pari età del Portogallo. Condivide con le compagne il percorso della sua nazionale fino alla fase élite, quando concludendo al terzo posto il gruppo 3 non riesce ad accedere alla fase finale.
Massimo Migliorini, subentrato a Guarino dopo il suo passaggio alla panchina della Juventus, continua a darle fiducia inserendola in rosa anche per la successiva fase di qualificazione all'Europeo U17 di Lituania 2018, formazione che in quest'occasione riesce a qualificarsi per il torneo. Migliorini la impiega in tutti i tre incontri della fase a gironi dove le Azzurrine, dopo aver pareggiato per 0-0 i primi due con Spagna e Polonia, vengono eliminate per il 4-0 subito dall'Inghilterra.
Nell'ottobre del 2024, viene convocata con la nazionale Under-23, guidata da Tatiana Zorri, in vista delle amichevoli contro Spagna (vinta 0-1) e Germania (2-2), disputando entrambi gli incontri.

#### Nazionale maggiore
Nel maggio del 2021, Tomaselli riceve la sua prima convocazione in nazionale maggiore dalla CT Milena Bertolini, in vista di due amichevoli contro Paesi Bassi e Austria, non venendo però impiegata in tali occasioni.
Nel maggio del 2025, viene convocata dal CT Andrea Soncin per uno stage in vista degli incontri di UEFA Women's Nations League con Svezia e Galles; quindi, viene inclusa nella lista definitiva delle convocate.

## Statistiche

### Presenze e reti nei club
Statistiche aggiornate al 10 maggio 2025.
| Stagione        | Squadra         | Campionato      | Campionato | Campionato | Coppe nazionali | Coppe nazionali | Coppe nazionali | Coppe internazionali | Coppe internazionali | Coppe internazionali | Altre coppe | Altre coppe | Altre coppe | Totale | Totale |
| Stagione        | Squadra         | Comp            | Pres       | Reti       | Comp            | Pres            | Reti            | Comp                 | Pres                 | Reti                 | Comp        | Pres        | Reti        | Pres   | Reti   |
| --------------- | --------------- | --------------- | ---------- | ---------- | --------------- | --------------- | --------------- | -------------------- | -------------------- | -------------------- | ----------- | ----------- | ----------- | ------ | ------ |
| 2017-2018       | Brescia         | A               | 18         | 2          | CI              | 6               | 1               | UWCL                 | 3                    | 0                    | SI          | 1           | 0           | 28     | 3      |
| 2018-2019       | Sassuolo        | A               | 20         | 1          | CI              | 2               | 0               |                      | -                    | -                    |             | -           | -           | 22     | 1      |
| 2019-2020       | Sassuolo        | A               | 3          | 0          | CI              | 1               | 0               |                      | -                    | -                    |             | -           | -           | 4      | 0      |
| 2020-2021       | Sassuolo        | A               | 17         | 4          | CI              | 4               | 0               |                      | -                    | -                    |             | -           | -           | 21     | 4      |
| 2021-2022       | Sassuolo        | A               | 6          | 1          | CI              | -               | -               |                      | -                    | -                    | SI          | -           | -           | 6      | 1      |
| 2022-2023       | Sassuolo        | A               | 17         | 3          | CI              | 1               | 0               |                      | -                    | -                    |             | -           | -           | 18     | 3      |
| Totale Sassuolo | Totale Sassuolo | Totale Sassuolo | 81         | 11         |                 | 14              | 1               |                      | 3                    | -                    |             | 1           | -           | 99     | 13     |
| 2023-2024       | Roma            | A               | 13         | 2          | CI              | 2               | 0               | UWCL                 | 1                    | 0                    | SI          | -           | -           | 16     | 2      |
| 2024-2025       | Inter           | A               | 20         | 3          | CI              | 2               | 0               | -                    | -                    | -                    | -           | -           | -           | 22     | 3      |
| Totale carriera | Totale carriera | Totale carriera | 114        | 16         |                 | 18              | 1               |                      | 4                    | 0                    |             | 1           | 0           | 137    | 18     |

## Palmarès

### Club
- Supercoppa italiana: 1

Brescia: 2017
- Campionato italiano: 1

Roma: 2023-2024
- Coppa Italia: 1

Roma: 2023-2024

### Individuale
- Golden Girl: 1

Miglior italiana Under-21: 2021